# Zebrina detrita
Zebrina detrita е вид коремоного от семейство Enidae.

## Разпространение
Разпространението на този вид е централноевропейско и южноевропейско. Среща се в България, Унгария, Словакия, Украйна, Израел, Италия и Чехия, където е застрашен.